# حلوم

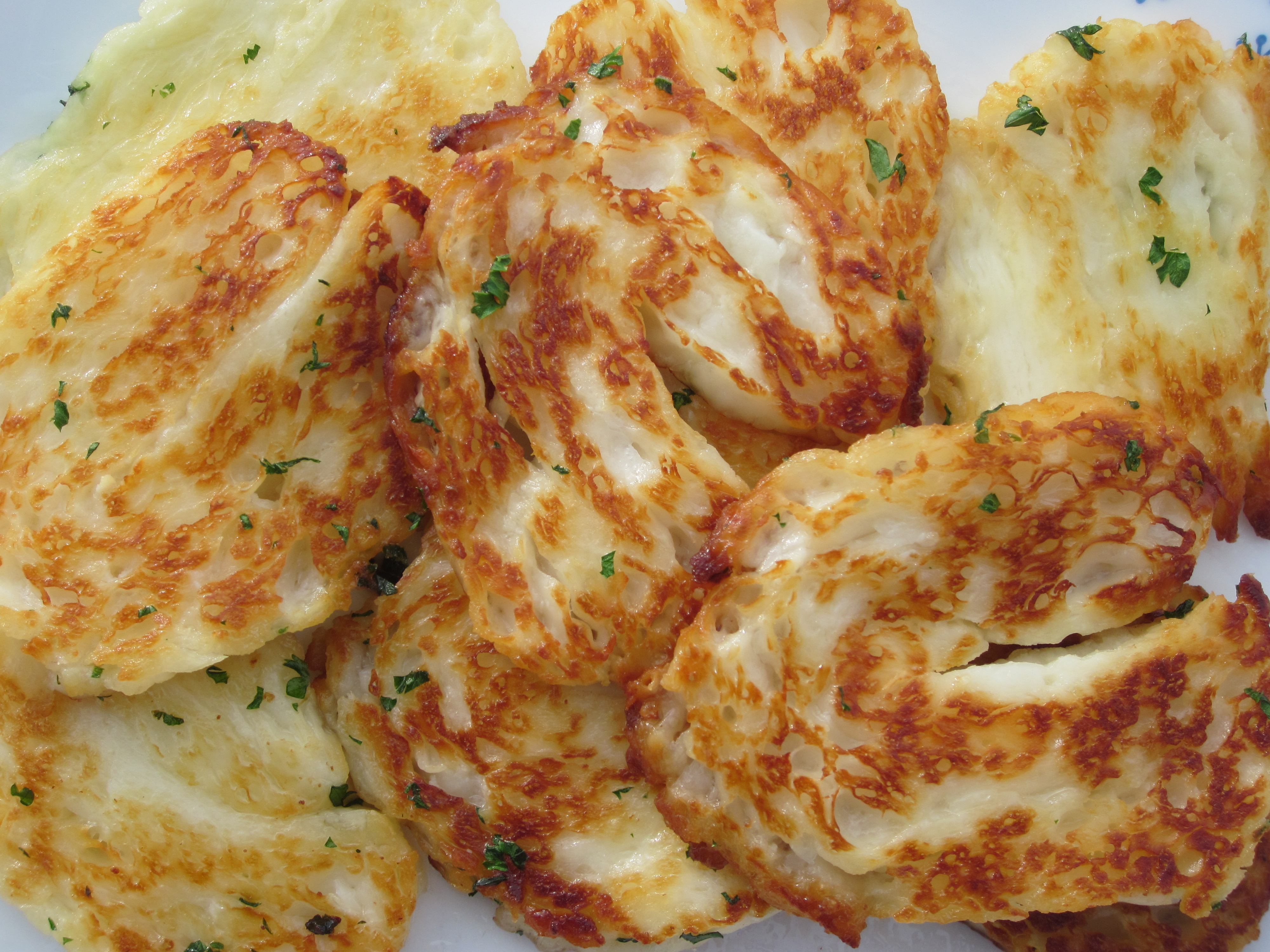
جبنة حلّوم مشوية

الحلّوم أو الحلومي (باليونانية: χαλλούμι، بالتركية: Hellim)‏ هي نوع من أنواع الأجبان التي نشأت في مصر، وهي منتشرة في بلاد الشام. تصنع في العادة من حليب الأغنام، وقد تصنع في بعض الأحيان من حليب الأبقار.
تتميز جبنة الحلـّوم بلونها الأبيض، ملمسها الطبقي والناعم نوعاً ما، وطعمها المالح. كما يكثر استخدامها في الطبخ، حيث يمكن قليها أو شيها حتى تكتسب طبقة بنية اللون دون أن تذوب.

## علم أصول الكلمات
الاسم الإنجليزي حلومي مشتق من الكلمة اليونانية الحديثة: χαλλούμι، حلومي، من اللهجة القبرصية المارونية العربية، في النهاية من الكلمة المصرية العربية حلوم.
الكلمة المصرية العربية هي نفسها كلمة مستعارة من الكلمة القبطية ϩ ⲁⲗⲱⲙ، حلوم، وكانت تستخدم للجبن التي تؤكل في مصر في العصور الوسطى. من المحتمل أن يعود اسم الجبن إلى الكلمة الديموطيقية حلم «الجبن» الموثقة في المخطوطات وأوستراكا من القرن الثاني في مصر الرومانية.
اشتق الاسم التركي القبرصي حلومي من هذا المصدر، وكذلك اسم الجبن المصري الحديث المختلف حلومي.

## التاريخ
من المرجح أن أساليب صنع الحلومي نشأت في وقت ما في الفترة البيزنطية (395 - 1191 م). توجد وصفة لتعزيز الحلوم («الجبنة») من خلال الزخرفة في كتاب الطبخ المصري «كنز الفوائد في تنويع الموائد».
جاء في معجم لسان العرب لابن منظور الإفريقي «الحالُوم، بلغة أَهل مصر: جُبْنٌ لهم. الجوهري: الحالُومُ لبن يغلُط فيصير شبيهاً بالجبن الرطب وليس به. ابن سيده: الحالُومُ ضرب من الأَقِط.»
تم تسجيل أقدم وصف موجود للحلوم القبرصية في منتصف القرن السادس عشر من قبل الزوار الإيطاليين إلى قبرص، حيث يقال أنها نشأت. ومع ذلك، فإن السؤال حول ما إذا كانت وصفة الحلوم الجوهرية قد ولدت في قبرص ثم سافرت إلى لبنان وبقية بلاد الشام، أو ما إذا كانت التقنيات الأساسية لصنع الجبن الذي يقاوم الذوبان قد تطورت مع مرور الوقت في أجزاء مختلفة من شرق البحر الأبيض المتوسط - أو كليهما - ليس لديه إجابة قاطعة.
واعتمد المزارعون القبارصة على الحلوم كمصدر للبروتين. وفي العديد من القرى، يتضافر المجتمع بأسره لتصنيع دفعات ضخمة معاً. تنوعت الوصفات من قرية إلى قرية، حيث يفخر كل منها بتقنيته الخاصة ومكوناته السرية. أصبح الحلوم مهمًا جدًا لحياة القرية لدرجة أن ألقاب العديد من العائلات القبرصية تعكس دورها في إنتاج الحلومي، مع أسماء مثل هالوماس (Hallumas) وهالوما (Halluma) وهالوماكيس (Hallumakis) الشائعة في القرن التاسع عشر.
تقليديا، كان جبن الحلوم يصنع من حليب الأغنام والماعز، حيث كان هناك عدد قليل من الأبقار في الجزيرة حتى جلبها البريطانيون في القرن العشرين. ولكن مع نمو الطلب، بدأ صانعو الجبن يستخدمون المزيد من حليب البقر الأرخص والأكثر وفرة.
تم تسجيل جبن الحلوم كمنتج قبرصي محمي داخل الولايات المتحدة (منذ التسعينات) ولكن ليس في الاتحاد الأوروبي. ويرجع التأخير في تسجيل اسم الحلوم في الاتحاد الأوروبي إلى حد كبير إلى الصراع بين منتجي الألبان ومزارعي الأغنام والماعز حول ما إذا كان الحلوم المسجل قد يحتوي على حليب البقر، وكم من ذلك. في المملكة المتحدة، الحلوم هو علامة تجارية لقبرص.

## الإعداد
جبن الحلوم أبيض اللون، مع نسيج من الطبقات المميزة، على غرار الموزاريلا، وله نكهة مالحة. يتم تخزينه في العصائر الطبيعية. هو عادة مزخرف مع النعناع، وهي ممارسة تقوم على حقيقة أن الحلومي يبقى طازجًا وأكثر نكهة عندما يلف بأوراق النعناع. وفقا لهذا التقليد، تحتوي بعض حزم الحلومي على أجزاء من أوراق النعناع على سطح الجبن.
وغالبا ما تستخدم الحلوم في الطبخ ويمكن قليها حتى تصبح بنية دون ذوبان، نظرا لنقطة ذوبانها الأعلى من المعتاد. وهذا يجعل من الجبن ممتاز للقلي أو الشواء (كما هو الحال في saganaki). كما وتقدم مقلية مع الخضروات، أو كعنصر في السلطات. يحب القبارصة تناول الحلومي مع البطيخ في الأشهر الدافئة، أو كالحلومي واللونتزا، مزيج من جبن الحلوم وشريحة من لحم الخنزير المدخن أو نقانق لحم الضأن الناعمة. في كثير من المناطق، غالباً ما يؤكل مع وجبة الإفطار أو كوجبة خفيفة أو طبق جانبي.
مقاومة الذوبان تأتي من الرائب الطازج الذي يتم تسخينه قبل تشكيله ووضعه في محلول ملحي. الحلومي التقليدي هو شكل نصف دائري، بحجم محفظة كبيرة، يزن 220-270 جرام (7.8-9.5 أوقية). محتوى الدهون هو ما يقرب من 25٪ من الوزن الرطب أو 47٪ من الوزن الجاف مع حوالي 17٪ من البروتين. النسيج القاسي للحلوم يسبب صرير الأسنان عند مضغه.
يصنع الحلوم التقليدي من حليب الأغنام غير المبستر وحليب الماعز. كثير من الناس أيضا يفضلون جبن الحلوم المسن والموضوع في محلول ملحي والأكثر جفافا والأقوى والأكثر ملوحة بكثير، مما يجعله مختلفًا جدا عن الحلوم الأكثر اعتدالا الذي يستخدم عموما في الغرب.

## القيمة الغذائية
يتكون 100 غرام من جبن الحلوم المنتج تجاريا عادة من:
- الطاقة: 336 سعر حراري
- الدهون: 26.9 غرام
- الكربوهيدرات: 2.2 غرام
- بروتين: 21.2 غرام
- ملح: 2.8 غرام

## وصلات خارجية
- طريقة تصنيع أو صنع جبنة الحلّوم